# Bjarki Bjarkason
Bjarki Steinn Bjarkason (Reykjavík, 11 maggio 2000) è un calciatore islandese, attaccante del Venezia e della nazionale islandese.

## Caratteristiche tecniche
È un'ala sinistra.

## Carriera

### Club
Cresciuto nel settore giovanile dell'Afturelding, Bjarkason debutta in prima squadra il 5 luglio 2017 in un incontro di 2. deild karla vinto 3-1 contro il Völsungur; il 6 dicembre seguente passa all'ÍA Akraness dove rimane per tre stagioni segnando 5 reti in 41 incontri.
Il 21 agosto 2020 viene acquistato dal Venezia; debutta con il club il 30 settembre 2020 giocando da titolare l'incontro di Coppa Italia vinto 2-0 contro la Carrarese.
Il 14 gennaio 2022 viene ceduto in prestito al Catanzaro.
A fine prestito fa ritorno in laguna, venendo schierato solo il 7 agosto in Coppa Italia contro l'Ascoli e  resta sino al 20 gennaio 2023,  giorno in cui viene ceduto in prestito al Foggia. Con i pugliesi segna i primi gol nei professionisti italiani, andando a segno nelle ultime due giornate contro Catanzaro e Turris.
Resta nella rosa dei lagunari per la stagione 2023-2024, in cui riesce a giocare con più continuità segnando la sua prima rete con i veneti il 30 settembre 2023 nel successo per 1-3 in casa del Modena.

### Nazionale
Nel 2021 viene convocato dalla nazionale Under-21 islandese per il campionato europeo di categoria.
Nel novembre 2022 viene convocato per la prima volta in nazionale maggiore, esordendo nella gara amichevole contro l'Arabia Saudita del 6 novembre.

## Statistiche

### Presenze e reti nei club
Statistiche aggiornate al 24 maggio 2025.
| Stagione           | Squadra            | Campionato         | Campionato | Campionato | Coppe nazionali | Coppe nazionali | Coppe nazionali | Coppe continentali | Coppe continentali | Coppe continentali | Altre coppe | Altre coppe | Altre coppe | Totale | Totale |
| Stagione           | Squadra            | Comp               | Pres       | Reti       | Comp            | Pres            | Reti            | Comp               | Pres               | Reti               | Comp        | Pres        | Reti        | Pres   | Reti   |
| ------------------ | ------------------ | ------------------ | ---------- | ---------- | --------------- | --------------- | --------------- | ------------------ | ------------------ | ------------------ | ----------- | ----------- | ----------- | ------ | ------ |
| 2017               | Afturelding        | 2D                 | 10         | 2          | CI+CdL          | 0               | 0               | -                  | -                  | -                  | -           | -           | -           | 10     | 2      |
| 2018               | ÍA Akraness        | 1D                 | 16         | 1          | CI+CdL          | 3+3             | 0+1             | -                  | -                  | -                  | -           | -           | -           | 22     | 2      |
| 2019               | ÍA Akraness        | UD                 | 20         | 3          | CI+CdL          | 0+7             | 0+3             | -                  | -                  | -                  | -           | -           | -           | 27     | 6      |
| 2020               | ÍA Akraness        | UD                 | 5          | 1          | CI+CdL          | 1+4             | 0+1             | -                  | -                  | -                  | -           | -           | -           | 10     | 2      |
| Totale ÍA Akraness | Totale ÍA Akraness | Totale ÍA Akraness | 41         | 5          |                 | 18              | 5               |                    | -                  | -                  |             | -           | -           | 59     | 10     |
| 2020-2021          | Venezia            | B                  | 9+1        | 0          | CI              | 2               | 0               | -                  | -                  | -                  | -           | -           | -           | 12     | 0      |
| 2021-2022          | Venezia            | A                  | 1          | 0          | CI              | 1               | 0               | -                  | -                  | -                  | -           | -           | -           | 2      | 0      |
| gen.-giu. 2022     | Catanzaro          | C                  | 11         | 0          | CI-C            | 1               | 0               | -                  | -                  | -                  | -           | -           | -           | 12     | 0      |
| 2022-gen. 2023     | Venezia            | B                  | 0          | 0          | CI              | 1               | 0               | -                  | -                  | -                  | -           | -           | -           | 1      | 0      |
| gen.-giu. 2023     | Foggia             | C                  | 12+8       | 2+3        | CI-C            | 1               | 0               | -                  | -                  | -                  | -           | -           | -           | 21     | 5      |
| 2023-2024          | Venezia            | B                  | 32+3       | 3          | CI              | 1               | 0               | -                  | -                  | -                  | -           | -           | -           | 36     | 3      |
| 2024-2025          | Venezia            | A                  | 9          | 0          | CI              | 0               | 0               | -                  | -                  | -                  | -           | -           | -           | 9      | 0      |
| Totale Venezia     | Totale Venezia     | Totale Venezia     | 51+4       | 3          |                 | 5               | 0               |                    | -                  | -                  |             | -           | -           | 60     | 3      |
| Totale carriera    | Totale carriera    | Totale carriera    | 125+12     | 12+3       |                 | 25              | 5               |                    | -                  | -                  |             | -           | -           | 162    | 20     |

### Cronologia presenze e reti in nazionale
| Cronologia completa delle presenze e delle reti in nazionale ― Islanda | Cronologia completa delle presenze e delle reti in nazionale ― Islanda | Cronologia completa delle presenze e delle reti in nazionale ― Islanda | Cronologia completa delle presenze e delle reti in nazionale ― Islanda | Cronologia completa delle presenze e delle reti in nazionale ― Islanda | Cronologia completa delle presenze e delle reti in nazionale ― Islanda | Cronologia completa delle presenze e delle reti in nazionale ― Islanda | Cronologia completa delle presenze e delle reti in nazionale ― Islanda |
| Data                                                                   | Città                                                                  | In casa                                                                | Risultato                                                              | Ospiti                                                                 | Competizione                                                           | Reti                                                                   | Note                                                                   |
| ---------------------------------------------------------------------- | ---------------------------------------------------------------------- | ---------------------------------------------------------------------- | ---------------------------------------------------------------------- | ---------------------------------------------------------------------- | ---------------------------------------------------------------------- | ---------------------------------------------------------------------- | ---------------------------------------------------------------------- |
| 6-11-2022                                                              | Abu Dhabi                                                              | Arabia Saudita                                                         | 1 – 0                                                                  | Islanda                                                                | Amichevole                                                             | -                                                                      | 56’                                                                    |
| 11-11-2022                                                             | Hwaseong                                                               | Corea del Sud                                                          | 1 – 0                                                                  | Islanda                                                                | Amichevole                                                             | -                                                                      | 62’                                                                    |
| 7-6-2024                                                               | Londra                                                                 | Inghilterra                                                            | 0 – 1                                                                  | Islanda                                                                | Amichevole                                                             | -                                                                      |                                                                        |
| 10-6-2024                                                              | Rotterdam                                                              | Paesi Bassi                                                            | 4 – 0                                                                  | Islanda                                                                | Amichevole                                                             | -                                                                      |                                                                        |
| 23-3-2025                                                              | Murcia                                                                 | Islanda                                                                | 1 – 3                                                                  | Kosovo                                                                 | UEFA Nations League 2024-2025 - Play-off                               | -                                                                      | 22’                                                                    |
| Totale                                                                 |                                                                        | Presenze                                                               | 5                                                                      |                                                                        | Reti                                                                   | 0                                                                      |                                                                        |